# 飯森範親
飯森 範親（いいもり のりちか、1963年（昭和38年）5月17日 - ）は、日本の指揮者。山形交響楽団桂冠指揮者、東京佼成ウインドオーケストラ首席客演指揮者、中部フィルハーモニー交響楽団首席客演指揮者、パシフィックフィルハーモニア東京音楽監督、群馬交響楽団常任指揮者を務める。
ドイツ音楽などの他、西村朗やマウリシオ・カーゲルなど現代音楽も得意とする。

## 人物・来歴
神奈川県鎌倉市生まれ。神奈川県立追浜高等学校、桐朋学園大学指揮科卒業（芸術学士）。大学卒業後、ベルリンに留学。1985年、民音コンクール指揮第2位（1位なし）。1987年、ブザンソン国際指揮者コンクールで2名の同格入選者のうちの一人となる（Mentions ex.aequo）。1988年、マスタープレイヤーズ国際音楽コンクール大賞受賞。1989年からバイエルン国立歌劇場にてヴォルフガング・サヴァリッシュの元で修行を積む。
1994年に東京交響楽団の専属指揮者となり、同楽団のポルトガル演奏旅行などを指揮、2004年より正指揮者に就任。また、1994年から98年には、モスクワ放送交響楽団特別客演指揮者を、1995年から2002年まで広島交響楽団の正指揮者を務めた。アルトゥール・ルービンシュタイン・フィルハーモニー管弦楽団（ポーランド）首席客演指揮者、山形交響楽団ミュージック・アドヴァイザー兼常任指揮者（2007年より音楽監督）、いずみシンフォニエッタ大阪常任指揮者、大阪音楽大学ザ・カレッジ・オペラハウス管弦楽団常任指揮者（2002年より名誉指揮者）を歴任。1999年に、北ドイツ放送フィルハーモニー管弦楽団（ハノーファー）を指揮したほか、フランクフルト放送交響楽団、ケルン放送交響楽団、チェコ・フィルハーモニー管弦楽団、プラハ交響楽団、ドルトムント歌劇場、バーゼル交響楽団などで客演している。
2001年9月からはバーデン＝ヴュルテンベルク州のヴュルテンベルク・フィルハーモニー管弦楽団の音楽総監督に就任（現首席客演指揮者）。2006年2月の日本ツアーを導き、同年7月には、日本人指揮者がドイツのオーケストラと共演する「ベートーヴェン交響曲全集」の初例となるCDをリリースした。2003年9月、NHK交響楽団定期演奏会でグスタフ・マーラーの交響曲第1番を指揮し、NHK交響楽団の年間ベスト10コンサートに選出された。2007年のNHKニューイヤーオペラコンサートの指揮を務めた。
2006年度（平成18年度）芸術選奨新人賞を受賞。
2007年から山形交響楽団の音楽監督に就任（2022年から桂冠指揮者）。
2014年4月から日本センチュリー交響楽団の首席指揮者に就任（2025年3月まで）。
2020年1月から東京佼成ウインドオーケストラの首席客演指揮者に就任。
2020年4月から中部フィルハーモニー交響楽団の首席客演指揮者に就任。
2021年4月から東京ニューシティ管弦楽団（現パシフィックフィルハーモニア東京）のミュージック・アドヴァイザーに就任。2022年4月から同楽団の音楽監督に就任。
2023年4月から群馬交響楽団の常任指揮者に就任。

## エピソード
料理が得意で、親友の指揮者藤岡幸夫によると「まさか彼が料理をするとは思わなかったしその美味にショック」という腕前。
のだめカンタービレの指揮演技指導をしている。
2008年9月13日公開の映画『おくりびと』では、本木雅弘演じる主人公がチェロ奏者を務めていた東京のオーケストラの指揮者として出演。演奏曲目はベートーヴェンの交響曲第9番第4楽章の一部分。
マウリシオ・カーゲルの、「指揮者が倒れる」という指示が出されている曲『フィナーレ』を日本で指揮経験のある唯一の指揮者であり、その指揮の模様は『トリビアの泉 〜素晴らしきムダ知識〜』で取り上げられたこともある。

## 著書
- 『マエストロ、そこまで話していいんですか!? ―飯森範親の名曲レシピ』ヤマハミュージックメディア、2012年。ISBN 4636881842

### 監修
- 松井信幸、飯森範親 (監修) 『「マエストロ、それはムリですよ・・・」 ~飯森範親と山形交響楽団の挑戦~ 』ヤマハミュージックメディア、2009年。ISBN 4636846532